# Рудник угља Хобет
Рудник угља Хобет 21 у Западној Вирџинији био је оперативан у периоду од 1974. до 2015. године. Налази се на граници Округа Бун и Округа Линколн у Апалачким планинама, рудник Хобет 21 био је један од највећих рудника угља на планинама Западне Вирџиније. Изворно је био у власништву компаније Фил Натер, а рудник је користио и подземну и површинску експлоатацију, а касније су у откопавању коришћени багери типа дреглајн. Повећана продуктивност и профитабилност охрабрили су раднике да захтевају побољшање свог здравственог осигурања 1993. године, што је резултирало неуобичајено широком покривеношћу здравствених трошкова радника у рудницима у том тренутку. Рудник Хобет преузео је Арч Коул 1997. године заједно са још неколико рудника, услед велике потражње за угљем. Рудник је мењао власника још два пута: компанији Магнум Коал 2005. године и Патриот Коал 2008. године. Након тога, Патриот Коал је 2015. банкротирао, а Хобет је предат фирми са седиштем у Вирџинији, која је наставила са рударењем, уз рекултивацију земљишта и садњу дрвећа, како би се смањио ефекат емисије угљеника других компанија. 
Локалитет рудника угља Хобет 21 тренутно није у функцији, а 2016. године, бивши гувернер Западне Вирџиније Ерл Реј Томблин предложио је развој бившег еколошки деградираног поља угља. Овај стамбени, индустријски и комерцијални план развоја има за циљ да смањи негативни економски утицај слабљења индустрије угља, али верује се да је овај план „далеко од стварности”.

## Историја

### Општа историја
Ископавање угља је примарна индустрија Западне Вирџиније од тренутка када је угаљ први пут откривен у округу Бун 1742. године, од Џона Питер Салеја. Сам рудник Хобет 21 отворен је тек 1974. године. Рудник је био мали породични посао под првим власницима Фил Натера и Гренвил Ли Линвил. Затим је четири пута мењао власника Асхленд Оил (1977), Арч Коул (1997), Магнум Коул (2005) и Патриот Коул (2008). Под власништвом Асхленд Оил-а уведен је нови, интензивнији облик рударства помоћу багера дреглајн, који је започео с радом 1983. године и удвостручио производњу. Изузетно успешно пословно предузеће, рудник Хобет достигао је своју највећу вредност почетком 2010-их.
У 2014. години Фонд за очување наслеђа Вирџиније повратио је оно што је остало од Патриот Коул-а. ЕРП-компатибилна горива компаније ВЦЛФ добила су права на 150 дозвола за рударство широм Апалачких планина у замену за преузимање одговорности за здравствене трошкове рудара у вредности 400 милиона долара за које је Патриот Коул раније био одговоран.

### Синдикати
Рудари Хобета били су укључени у селективни штрајк Уједињених рудара (1993), у ком су учествовали радници из пет држава. У то време само 30% рударства било је заштићено синдикатом, а рудари су се борили да задрже своју моћ. Синдикат Хобет је на крају прихватио ниже плате у замену за „изузетно” здравствено осигурање. Још један велики протест против УМВ-а одржан је 2015. године у седишту Патриот Коул. Радници су се противили намерама банкротираног Патриота да прода своју имовину компанији Блекхок Мајнинг, отказујући уговоре, бенефиције и пензије пензионера у том процесу. Патриот Коул је тврдио да ће рудари вероватно имати могућности за посао у Блекхоку, или са заштитном групом, Фондом за очување наслеђа Вирџиније, која се бави обновом деградиране земље рудника Хобет, али то није гарантовано.

### Еколошки активизам
Последња планина, документарни филм из 2011. о руднику угља у окружном округу Бун, довео је до изражаја борбу ширег окружења за еколошку правду. 2012. године, локална активистичка група под називом Радикална акција за опстанак планинских људи (РАМПС) организовала је протест у коме је око 50 људи затворило рудник Хобет, што је резултирало са 20 хапшења. Демонстранти су се супротставили деградацији животне средине која се догодила уклањањем планинских врхова и били су посебно љути због ефеката на здравље оближње људске популације. Ове популације са малим примањима преплављене су отровном канцерогеном водом и загађеним ваздухом из рудника. Студија из 2016. године открила је да популације у већој близини како садашњих тако и ранијих налазишта угља у Апалачким планинама имају већу изложеност опасности по животну средину. Пошто су ове области пре свега са малим примањима, то је облик неједнакости околине.

## Економија

### Производња и запосленост
Рудник Хобет је 1975. произвео мање од 90.000 тона угља. Три године касније тај се број значајно повећао на скоро 500 000 тона. На врхунцу 2002. године, рудник је произвео 5 милиона тона угља. Поред производње рудника, повећао се и број запослених. Запошљавајући мање од 50 радника у свом оснивању, рудник је до 1982. године запошљавао више од 200. Међутим, 1993. године, како би осигурали здравствене бенефиције, радници су штрајковали од маја до децембра. И производња и број радника опадали су, али су обновљени 1994. након завршетка штрајка.

### Стечај
Са порастом доступности природног гаса (због технологије хидрауличког фрактурирања), као и све већом употребом обновљивих извора енергије, светска потражња за угљем опада. Од 2007. до 2016. године, потрошња фосилних горива у САД смањила се за готово једну трећину. Последњих година банкрот је постао епидемија међу америчким компанијама за производњу угља. Патриот Коул, власник тадашњег рудника, објавио је банкрот 2012. године, што је резултирало губитком здравствене користи за рударе. Компанија је као главне факторе њиховог банкрота навела конкуренцију природног гаса, слабу економију и прописе. Патриот је добијао финансирање и савете за банкрот како би преживео. У августу 2015. Патриот је поднео Поглавље 11 стечајном суду. Октобра 2015. године стечајни суд у Вирџинији одобрио је банкрот. Средства и обавезе претходно у власништву Патриот Коул преузела је ЕРП Компилант Фјуелс, подружница Фонда за очување наслеђа Вирџиније.

### Демографска статистика прихода
Заједнице које окружују рудник су пре свега подручја са малим приходима. Стопа сиромаштва у округу Бун износи 23% и приход по глави становника је 21.387 долара. Стопа сиромаштва округа Линколн већа је, 28%, уз приход по глави становника од 19,114 долара.  То је у поређењу са националном просечном стопом сиромаштва од 14%, и националним приходом по глави становника од 29,979 долара.  Само 8,8% становника округа Бун и 10% становника округа Линколн има средњошколско образовање. Рударска индустрија је у 2014. години (пре него што је Патриот Коул банкротирао) чинила 23% индустрије у округу Бун и био је највећи сектор у округу.

## Утицаји на животну средину и здравље

### Утицаји на животну средину
Уклањање планинских врхова узрокује више еколошких проблема укључујући крчење шума, огољене врхове, значајне емисије угљен-диоксида, загађење ваздуха сумпором и губитак биолошке разноликости; али једна од најзначајнијих је штета нанесена воденим путевима који повезују планинске екосистеме. Рударске компаније разрезују еколошки разнолику шуму, а затим користе динамит за уклањање врхова планина и скупљање отпадног камења у планинске долине, стварајући бране зване испињене долине. Конкретно, огранак Конели на реци Муд скоро је потпуно испуњен. Рудник Хобет делује у сливу реке Муд од 1970-их и био је разорнији за околне екосистеме него било који други рудник у Апалачким планинама. Више од 20 ових долинских залива који садрже висок ниво загађења проводљивости - заједно са пошумљеним планинским обронцима - доприносе значајном отровном отицању, које загађује ријеку Муд и њене бројне притоке много миља низводно од налазишта рудника. Иако је рудник сада затворен, много загађујућих супстанци и испуњене долине испуштају велику количину селена у околни слив. Ипак, у 2010. години ЕПА је известила да је рудник испунио захтеве дате у Закону о чистој води . 
Правило заштите протока из Обамине ере захтева да се пејзажи погођени ископавањем угља врате у стање у којем су били пре. Међутим, ово правило је недавно поништено и препуштено приватним интересима. Смјернице за рекултивацију државних агенција захтевају да се некадашња налазишта обнове на „приближној изворној контури“ локације и да се преплаве биолошки разноликом фауном која пружа упоредиве услуге екосистема са услугама изворног крајолика. Многе компаније тумаче ове смернице као позив да се једноставно баци земља на своје место и посади трава. Много рекултивисаних налазишта данас су пашњаци, а пошумљавање је ретко због ове либералне интерпретације закона, као и чињенице да је истинска еколошка рекултивација веома скупа. Велики део мелиоративног процеса који обављају рударске компаније користи дробљено камење, и пошто ово не апсорбује толико воде као горње тло које је једном прекрило земљу, проток воде повећао се током олуја, испирања вегетације и тла. То штетно утиче на циклус угљеника и азота, што нарушава функцију екосистема. 
ЕПА наводи 110 засебних органских загађивача и 14 метала / минерала као „приоритетних загађивача” у односу на рударске праксе ископавања. Неки од загађивача на листи укључују: олово, живу, арсен, селен, халоетре, нитрофеноле, полихлориране бифениле, хлоробензен, пенталатне естере, нитрозамине, полицикличне ароматске угљоводонике.

### Утицај на здравље људи
У заједницама које се налазе око места експлоатације са планинских врхова, загађивачи често продиру у подземне воде. Загађење подземне воде изазивају здравствене проблеме. Постоји веза са већом стопом болести у близини великих рудних налазишта попут рудника Хобет, попут рака и урођених оштећења, смањене тежине рођења, смањеног образовног достигнућа, срчаних и плућних болести и значајног смањења очекиваног трајања живота.
Сада непуштено рудничко налазиште садржи рушевине и задржава баре који и даље одводе отровне супстанце. Ова загађена вода представља опасност да отиче на притоке реке Охајо. Претходно бујни екосастав, рудник захтева дугогодишње чишћење да би поново постало здраво окружење. 
Док су заједнице које окружују руднике угља у опасности од загађења околине и инфраструктурних проблема, као што је хемијско изливање реке Елк 2014. године, сами радници рудника такође се суочавају са повећаним ризиком од физичких повреда, губитка слуха и црне болести плућа.

## Будући развој
Тадашњи гувернер Западне Вирџиније Ерл Реј Томблин предложио је развој индустријске зоне у вредности од 140 милиона долара на локацији Хобет 21. Место бивше експлоатације изабрано је за развој због близине аутопута са четири траке и његове релативно велике величине, што је кабинет гувернера навео као важно за економски развој тог подручја. Садашњи гувернер Џим Џастис изјавио је да подржава пролазак кроз план развоја локације. Предложени развојни план био је контроверзан међу еколошким групама, јер су научници тврдили да ће дугорочно загађење из бившег рудника узроковати проблеме квалитета воде за кориснике . 
Током 2015. године клуб Сијера, коалиција за заштиту околине у долини Охајо и очување западне Вирџиније поднијели су тужбу против корпорације Патриот Коул, оптужујући компанију за испуштање загађивача у водене системе у окружењу, посебно у ријеку Муд, за коју ове групе тврде да је постала је „биолошки деградирана” од рудника угља Хобет 21. Године 2016. постигнута је нагодба између клуба Сијера, коалиције за заштиту околине у долини Охајо, очувања Западне Вирџиније и фонда за очување наслеђа Вирџиније (ВЦЛФ), који је опоравио остатке Патриот Коул-а услед банкрота  2015. године. Нагодбом је успостављен пројекат обнове и пошумљавања потока вредан 6 милиона долара за који је ВЦЛФ одговоран за спровођење. ВЦЛФ је преузео Патриот Коул у вриједности 400 милиона долара од надокнаде радницима и одговорности за обнову животне средине у замену за више рударских комплекса у Западној Вирџинији и неколико рударских дозвола. Осим тога, ВЦЛФ-у је одобрено годишње продужење на претходно постојећи рок за третирање загађења водом селеном, што је било предмет тужбе из 2015. против Патриот Коул-а. Такође је договорено да се случај примене Закона о чистој води за спровођење загађења одложи као део нагодбе. Упркос томе, локација Хобета се развија. Године 2016. Министарство саобраћаја у западној Вирџинији затражило је одобрење за дизајн и развој приступног пута до рудника дугом око 2 километра. Очекује се да ће изградња почети у марту 2017.
Томблин је пројекат назвао Развојни парк Рок Крик и најавио да ће Национална гарда западне Вирџиније допринети томе. Очекује се да ће гарда користити тај објекат за одржавање националних возила, обуку и улагање у пољопривредне потребе, попут садње јабука и изградње пластеника.